# Микеладзе, Вахтанг Леванович
Вахтанг Леванович Микеладзе (1906 — неизвестно, Кобулетский район, Аджарская АССР, Грузинская ССР) — главный агроном Чаквинского совхоза имени Ленина Министерства сельского хозяйства СССР, Кобулетский район, Аджарская АССР, Грузинская ССР. Герой Социалистического Труда (1949).

## Биография
Родился в 1906 году в крестьянской семье в одном из сельских населённых пунктов на территории современной Грузии. После окончания местной начальной школы трудился в сельском хозяйстве. В последующем обучался в Грузинском сельскохозяйственном институте в Тбилиси, по окончании которого трудился агрономом, главным агрономом Чаквинского совхоза имени Ленина в Кобулетском районе.
Совхоз сотрудничал с Чаквинским филиалом ВНИИ чая и субтропических культур, что способствовало ежегодному высокому урожаю чайного листа и цитрусовых плодов. В 1948 году совхоз сдал государству в среднем с каждого гектара по 4368 килограммов сортового чайного листа с общей площади чайной плантации в 100,8 гектаров. Указом Президиума Верховного Совета СССР от 5 июля 1949 года удостоен звания Героя Социалистического Труда за «получение высоких урожаев сортового зелёного чайного листа и цитрусовых плодов в 1948 году» с вручением ордена Ленина и золотой медали «Серп и Молот» (№ 4049).
Этим же Указом званием Героя Социалистического Труда были также награждены директор совхоза Константин Григорьевич Гогия, старший агроном Каландадзе, Нестор АнаньевичНестор Ананьевич Каландадзе, заведующий отделом Василий Иосифович Мшвидобадзе и двое тружеников совхоза (в том числе Вера Константиновна Фрежева).
За выдающиеся трудовые достижения по итогам работы совхоза в 1950 году был награждён вторым Орденом Ленина.
С 1956 года до выхода на пенсию в 1960 года — директор Чаквинского совхоза имени Ленина.
После выхода на пенсию проживал в Кобулетском районе. Дата смерти не установлена.
Награды
- Герой Социалистического Труда
- Орден Ленина — дважды (1949; 01.09.1951)